# Balkantürken

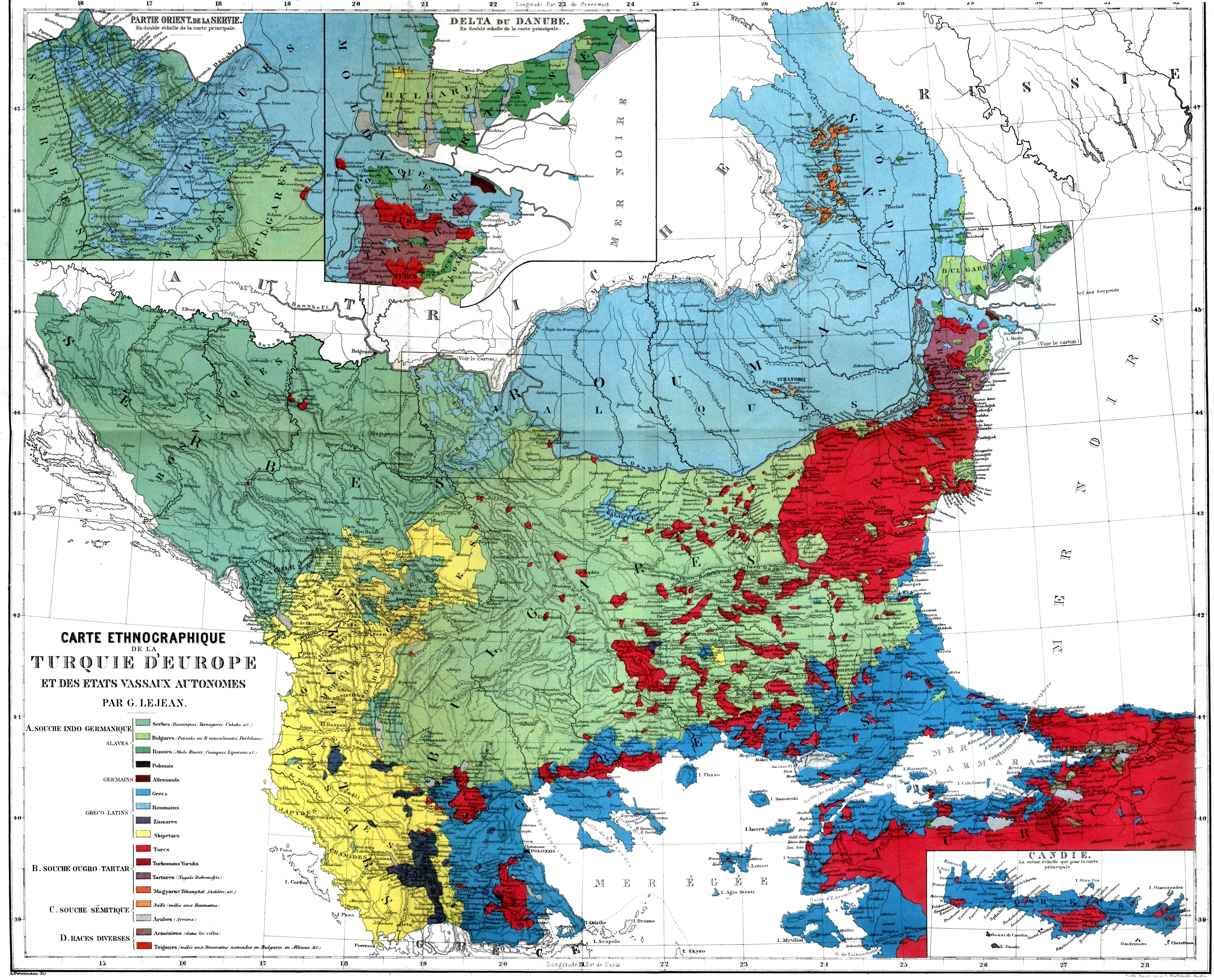
Französische ethnografische Karte der „Europäischen Türkei und ihrer Vasallen“ aus dem Jahr 1861 (in rot die Türken)

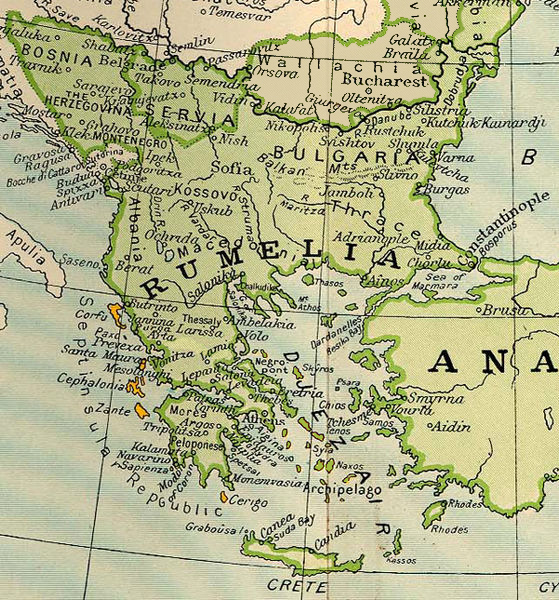
Rumelien im europäischen Teil des Osmanischen Reichs

Balkantürken oder Rumelientürken (türkisch Rumeli Türkleri, auch Balkan Türkleri) haben sich seit dem 14. Jahrhundert in Rumelien, also im europäischen Teil des Osmanischen Reiches, angesiedelt.
Obgleich bei der Zurückdrängung der osmanischen Herrschaft aus Südosteuropa im Lauf des 19. und zu Beginn des 20. Jahrhunderts viele Türken nach Kleinasien und Ostthrakien abwanderten oder vertrieben wurden, blieb ein Teil auch in ihren Siedlungsgebieten auf dem Balkan wohnen. In einigen südosteuropäischen Staaten bilden sie bis heute größere nationale Minderheiten.

## Geschichte
Bald nachdem sich die osmanische Expansion nach Südosteuropa ausgedehnt hatte, begann Ende des 14. Jahrhunderts die Einwanderung von Türken auf den Balkan.
Vereinfacht lassen sich diese Ansiedler in zwei Gruppen einteilen:
1. In allen größeren Städten siedelten sich osmanische Beamte und Soldaten an, die zur Beherrschung der eroberten Länder gebraucht wurden. Zu deren Betreuung kamen muslimische Geistliche in die Städte, die auch für die Verbreitung des Islam unter der alteingesessenen Bevölkerung zu sorgen hatten. Alsbald folgten auch Kaufleute, die sich im Balkanhandel engagierten und Handwerker, die sich in den neuen Provinzen einen wirtschaftlichen Aufstieg erhofften. Die Chancen dafür standen gut, da sie als Muslime rechtlich und steuerlich bevorzugt wurden.
2. In den rumelischen Kernländern Thrakien und Makedonien siedelten sich Türken auch auf dem Land in größerer Zahl an. Zum einen kamen Nomaden aus Kleinasien, die von der Viehhaltung lebten, noch größer war die Zahl der türkischen Bauern, die in den Ländern am Nordrand der Ägäis ansässig wurden. Türkische Bauern siedelten sich auch in der Dobrudscha an.

Im osmanischen Vielvölkerreich kannte man keine Trennung der unterschiedlichen Bevölkerungsgruppen nach ethnischen und sprachlichen Kriterien. Das wichtigste Unterscheidungskriterium war die Religion. Eine deutliche Trennung zwischen den Türken und den übrigen Muslimen gab es bis zum Erwachen des modernen Nationalismus nicht. Viele Einwohner des Balkans bedienten sich ohnehin mehrerer Sprachen. Die gebildeten Muslime, gleich welcher Herkunft, beherrschten natürlich die Verwaltungssprache Türkisch, die Kultsprache Arabisch, die jeweilige Landessprache und oft auch Persisch.
In den Gegenden, in denen große Teile der Bevölkerung zum Islam übertraten, vermischten sich die Türken schnell mit der alteingesessenen Bevölkerung. So gab es vor allem in Bosnien und Albanien schon zu Beginn des 16. Jahrhunderts eine slawisch- bzw. albanischsprachige muslimische Bevölkerung, dagegen aber nur sehr wenige Türken. In Griechenland und Serbien, wo die meisten Einwohner Christen blieben, blieben die Türken in den Städten weitgehend unter sich. Die türkischen Viertel existierten bis zum 19. Jahrhundert, als diese Länder die Unabhängigkeit erlangten. Ebenso verhielt es sich mit der türkischen bäuerlichen Bevölkerung in Thrakien und Teilen Mazedoniens. Als diese Gebiete in die südosteuropäischen Nationalstaaten eingegliedert wurden, blieben die türkischen Bauern zum größten Teil dort wohnen. Unmittelbar vor dem Ersten Weltkrieg hatten Bulgarien, Griechenland und Serbien (in Vardar-Mazedonien und Kosovo) große türkische Minderheiten innerhalb ihrer Grenzen.
Aus Griechenland wurden die meisten Balkantürken zwischen 1913 und 1922 vertrieben. Im Zuge des Vertrags von Lausanne wurde nur festgeschrieben, dass die im griechischen Westthrakien lebenden Türken im Land bleiben durften. Weder in Griechenland noch in Bulgarien oder im serbisch dominierten Jugoslawien wurden den Türken während der Zwischenkriegszeit Minderheitenrechte zugestanden. Sie waren überall Bürger zweiter Klasse, die als Fremdkörper in den neuen Nationalstaaten betrachtet wurden. Die christlichen Mehrheiten bezeichneten oft alle Muslime in ihren Ländern als Türken, wobei diese Zuschreibung abwertend gemeint war, denn die Türken galten in der Epoche des Nationalismus als Erzfeind der christlichen Balkanvölker. Insgesamt kamen in allen Balkanstaaten zwischen 1914 und 1925 etwa 27 % der Muslime ums Leben, über 60 % emigrierten in die Türkei oder wurden dorthin ausgewiesen.
Auch nach dem Zweiten Weltkrieg wurden die türkischen Minderheiten in Griechenland, Jugoslawien und Bulgarien, mehr oder weniger stark unterdrückt. Aus diesem Grund und auch wegen der schlechten wirtschaftlichen Lage ist die Abwanderung in die Türkei und später auch nach Westeuropa nie ganz zum Stillstand gekommen. Dem Islam weniger verbundene Balkantürken assimilierten sich gleichzeitig an die Mehrheitsbevölkerung, so dass der türkische Bevölkerungsanteil in den Balkanstaaten überall zurückgeht.

## Kultureller Einfluss der Türken auf dem Balkan
Die Jahrhunderte währende Herrschaft der Osmanen hat zu einem tiefgreifenden kulturellen Wandel in Südosteuropa geführt, der beinahe alle Lebensbereiche betraf. Durch die Türken wurde die islamische Religion auf dem Balkan heimisch; siehe dazu den Artikel: Islam in Europa. Im Gefolge der neuen Religion verbreiteten sich auch aus dem islamischen Kulturkreis stammende rechtliche Institutionen auf dem Balkan, zum Beispiel: Vakuf und Esnaf. Aus der türkischen Sprache wurden zahlreiche Fremdwörter in die balkanischen Idiome übernommen und auch die Literaturen Südosteuropas haben von den Türken vermittelte Motive und Themen aus dem islamischen Kulturkreis aufgenommen. Die osmanische Baukunst prägte mit Moscheen, Medresen, Bädern, Brücken und anderem mehr das Bild der südosteuropäischen Städte. In der Regel ging die osmanische Architektur, die ja selbst teilweise auf byzantinischen Vorbildern beruhte, eine fruchtbare Symbiose mit einheimischen Traditionen ein. Nur selten gründeten die Türken auf dem Balkan neue Städte, zum Beispiel: Sarajevo, Elbasan und noch im 19. Jahrhundert Medgidia. Durch die Osmanen wurde auch die Landwirtschaft des Balkans beeinflusst, zum Beispiel: Ausbreitung des Reisanbaus in Thrakien und Mazedonien. Der Einfluss der türkischen Kochkunst ist bis heute auf dem ganzen Balkan sehr stark.

## Sprache und Dialekte
Die Balkantürken waren zu jeder Zeit Teil der türkischen Sprachgemeinschaft und sprechen verschiedene Dialekte der osmanisch-türkischen Sprache, indes Schriftsprache das moderne Türkeitürkisch ist.
Das moderne Türkisch beeinflusst sehr stark die von den Balkantürken gesprochenen Dialekte, wobei der Spracheinfluss über die modernen Medien wie Fernsehen oder Rundfunk, aber auch über die Zeitungen erfolgt. An der modernen türkischen Schriftsprache orientiert sich auch der muttersprachliche Unterricht in den Minderheitenschulen und trägt so zur Nivellierung der sprachlichen Unterschiede bei.
Die größeren Dialekte der Türken auf dem Balkan waren:
1. Donautürkisch (Danubija)
2. Rumelientürkisch (Rumelija)
3. Yörük-Türkisch (Yörük Türkçesi)
4. verschiedene Teildialekte des Gagausischen (nicht osmanischen Ursprungs; siehe Gagausen)

## Türkische Minderheiten heute
Balkantürken siedeln vor allem in folgenden Ländern:
1. Bulgarien: 588.000 (Volkszählung 2011)
2. Griechenland: 80.000–120.000
3. Nordmazedonien: 77.959 (Volkszählung 2002)
4. Rumänien: 35.000
5. Kosovo: 18.738 (Volkszählung 2011, jedoch höhere Schätzungen)
6. Bosnien und Herzegowina: 50.000 (Schätzung aus 2017)

### Bulgarien
Etwa 8,8 % Prozent der bulgarischen Gesamtbevölkerung sind Türken. In zahlreichen Städten und Bezirken stellen sie die Mehrheit, so zum Beispiel in der Oblast Rasgrad (Norden) und in Kardschali (Süden). Im nordostbulgarischen Schumen steht die größte Moschee Bulgariens, die zugleich eine der größten Moscheen des gesamten Balkans ist. Bekanntester Bulgarientürke war der jungtürkische Großwesir Talat Pascha, aus Rustschuk stammten einige weitere türkische Großwesire. Die türkische Minderheit in Bulgarien hat zudem mehrere international herausragende Sportler, insbesondere Gewichtheber und Ringer, hervorgebracht.
Nach dem Zusammenbruch der osmanischen Herrschaft 1878 setzte eine Auswanderung in die Türkei ein, was sich unter kommunistischer Herrschaft wiederholte, als Hunderttausende Türken und Pomaken vor der staatlich verordneten Bulgarisierung flohen. In drei Auswanderungswellen 1950/51: 155.000, 1968–1978: 130.000 und 1989: 370.000 (von denen 154.000 zurückkehrten) verließen sie das Land in Richtung Türkei. Dennoch ist der Anteil der türkischen Bevölkerung durch die höhere Geburtenrate in etwa gleich geblieben. Trotzdem stieg die Anzahl der in Bulgarien lebenden Türken von 531.240 im Jahr 1900 auf 746.664 im Jahr 2001. Den höchsten Stand erreichte sie mit 800.052 im Jahr 1992.
Die demographische Entwicklung der türkischen Minderheit – wie auch bei der Mehrheitsbevölkerung – ist in den letzten zehn Jahren von einer starken Auswanderung aus ökonomischen Gründen geprägt. Die Türkei, aber auch Deutschland sind häufige Ziele dieser Auswanderer, die oft als Saisonarbeiter beginnen, bevor sich ihr Lebensmittelpunkt endgültig aus Bulgarien verlagert. Zudem gleicht sich die Geburtenrate, bedingt durch höhere Bildung und einen besseren Lebensstandard, an die der Mehrheitsbevölkerung an. Vor diesem Hintergrund und im Einklang mit dem allgemeinen Bevölkerungsschwund des Landes, ist die Zahl der ethnischen Türken in Bulgarien von 747.000 im Jahr 2001 auf nur noch 588.000 im Jahr 2011 gesunken.
Nach dem Zusammenbruch des Kommunismus ist die türkische Minderheit seit 1991 mit einer eigenen Partei (Bewegung für Bürgerrechte und Freiheiten, DPS – Dwischenie sa Prawa i Swobodi, ДПС) im Parlament vertreten, obwohl ethnische Parteien laut bulgarischer Verfassung (Artikel 11, Abs. 4) verboten sind. Darüber hinaus existieren weitere Parteien, meist Abspaltungen von der DPS, die bis dato den Einzug ins Parlament nicht vollziehen konnten. Die DPS hält seit Ende der 1990er Jahre die lokale Macht in vielen der ethnisch gemischten Gebiete und verfügt dort über erheblichen wirtschaftlichen Einfluss. Sie war von 2001 bis 2009 mit mehreren Ministern an zwei Regierungen des Landes beteiligt. Einerseits hat die DPS dadurch wesentlich zur ethnischen Stabilität in Bulgarien beigetragen und die Konflikte aus der kommunistischen Zeit entschärft, andererseits werden häufig Vorwürfe von Wahlmanipulationen (Wahltourismus, Stimmenkauf) und neopatrimonialen Strukturen bis hin zur Korruption gegen sie erhoben. Vorsitzender der Partei ist seit ihrer Gründung im Jahr 1990 lange Jahre der prominente und umstrittene Politiker Ahmed Dogan.
Türken bilden die größte Gruppe der Moslems in Bulgarien, zu denen auch die slawischsprachigen Pomaken und muslimische Roma zählen.
Im Gegensatz zu den Pomaken sind die Türken als ethnische Minderheit anerkannt, auch viele Pomaken und muslimische Roma betrachten und bezeichnen sich daher heute als Türken. Pomaken neigen insbesondere in mehrheitlich bulgarisch besiedelten Gebieten dazu, sich als Türken zu identifizieren. In mehrheitlich türkisch besiedelten Gebieten ist es genau umgekehrt, was von der Wissenschaft als Zeichen ihrer Angst von Assimilation und Vereinnahmung gedeutet wird. Roma weisen genau das gegenteilige Muster auf. Aus Furcht vor der allgegenwärtigen Diskriminierung ziehen sie es vor, der lokalen Mehrheitsbevölkerung anzugehören und identifizieren sich häufig entsprechend.
Am 11. Januar 2012 verabschiedete das bulgarische Parlament einstimmig eine Erklärung gegen die Assimilationspolitik des einstigen totalitären Regimes gegenüber der muslimischen Minderheit. Die Erklärung wurde vom Vorsitzenden der konservativen Blauen Koalition Iwan Kostow eingereicht.

### Rumänien
Nur zwei Gebiete des heutigen Rumänien hatten unter direkter osmanisch-türkischer Herrschaft gestanden: 1393–1878 die Dobrudscha im äußersten Osten Rumäniens und 1551–1718 das Banat im äußersten Westen des Landes. Während in der Dobrudscha noch Türken und Tataren leben, so wurden aus dem Banat alle Türken nach der österreichischen Eroberung vertrieben. Eine weitere türkische Gemeinde war bis 1971 Ada Kaleh, eine Donauinsel an der Grenze zu Jugoslawien. Zwischen 1923 und 1938 migrierten aus der Dobrudscha viele Türkischstämmige in die Türkei und 1969 kam die Mehrheit der Türken aus der versunkenen Insel Ada Kaleh ebenfalls in die Türkei
In der „Hochburg“, dem Kreis Constanța, sind nur noch gut 6 % der Bevölkerung türkische oder tatarische Muslime. Zudem sitzt je ein Repräsentant der Demokratischen Union Türkisch-Muslimischer Tataren Rumäniens (Uniunea Democrată a Tătarilor Turco-Musulmani din România) und der „Türkischen Demokratischen Union Rumäniens“ (Uniunea Democrată Turcă din România) im Parlament.
Die Zahl der turksprachigen Bevölkerung in der Norddobrudscha zu verschiedenen Zeitpunkten:
| Erhebungsjahr | Türken          | Tataren         |
| ------------- | --------------- | --------------- |
| 1880          | 18.624 (13 %)   | 29.476 (21 %)   |
| 1899          | 12.146 (4 %)    | 28.670 (11 %)   |
| 1913          | 20.092 (5,3 %)  | 21.350 (5,6 %)  |
| 1930          | 21.748 (5 %)    | 15.546 (3,6 %)  |
| 1956          | 11.994 (2 %)    | 20.239 (3,4 %)  |
| 1966          | 16.209 (2,3 %)  | 21.939 (3,1 %)  |
| 1977          | 21.666 (2,5 %)  | 22.875 (2,65 %) |
| 1992          | 27.685 (2,7 %)  | 24.185 (2,4 %)  |
| 2002          | 27.643 (2,85 %) | 23.404 (2,4 %)  |

Außerdem leben noch etwa 2500 Gagausen, ein christliches Turkvolk, in der nördlichen Dobrudscha.

### Moldau
In Chotyn, das einst zum rumänischen Fürstentum Moldau, dann direkt zum Osmanischen Reich gehörte, wurde Mustafa Bairaktar geboren, der bis zu seinem Tode 1808 osmanischer Großwesir war. Zwei weitere zwischen 1821 und 1828 amtierende türkische Großwesire stammten aus dem moldauischen Bender.
Ein christliches Turkvolk sind die Gagausen, die eine autonome Republik (Gagausien) im Süden des heutigen Moldau haben, seit dem 13. Jahrhundert aber auch in den angrenzenden Gebieten Rumäniens (Norddobrudscha), Bulgariens (Süddobrudscha) und der Ukraine (Budschak) leben.

### Griechenland (Westthrakien)
Die türkische Minderheit von Griechenland, die Westthrakientürken (Batı Trakya Türkleri), sind die einzige Gruppe der Balkantürken, deren vertragliche Minderheitenrechte mit der Türkei ausgehandelt wurden (siehe Vertrag von Lausanne). Die Westthrakientürken sind heute auch die einzige Gruppe der Balkantürken, die nicht als türkische Minderheit anerkannt ist. Zusammen mit allen anderen Bürgern Westthrakiens muslimischen Glaubens sind die Westthrakientürken als muslimische Minderheit anerkannt (offizielle Bezeichnung: muslimische Einwohner von Westthrakien). Die muslimische Minderheit ist die einzige von Griechenland anerkannte Minderheit des Landes.
Der größere Anteil der Westthrakientürken lebt heute in der Diaspora. Die Zahlen der emigrierten Westthrakientürken und ihrer Nachkommen betragen nach Angaben der Föderation der Westthrakientürken in Europa heute wie folgend: 700.000 leben in der Türkei, 15.000 in Deutschland, 1.000 in Australien, 700 in den Niederlanden, 700 in Belgien, 400 in den USA und 300 in Großbritannien.
Die genannten Zahlen beziehen sich allerdings auf drei Gruppen, die pauschal als Westthrakientürken, manchmal auch muslimische Griechen, bezeichnet werden:
- ethnische Türken, die seit dem späten 14. Jahrhundert in dem Gebiet um Komotini, Xanthi und Alexandroupolis des damaligen Osmanischen Reiches siedelten;
- die slawische Bevölkerungsgruppe der Pomaken, die schon vor der Zeit des Osmanischen Reiches in dieser Region ansässig war;
- Roma, die ursprünglich christliche Zuwanderer waren und während der Zeit des Osmanischen Reiches den muslimischen Glauben annahmen.

Human Rights Watch gibt an, dass seit 1920 ca. 300.000 bis 400.000 Türken ihre westthrakische Heimat verlassen haben. Die Zahlen der Föderation der Westthrakientürken in Europa beinhalten auch deren Nachkommen.
Darüber hinaus gibt es in Griechenland eine geringe Zahl an Türken auf dem Dodekanes vor allem auf Rhodos und Kos. Da sich diese Inseln zur Zeit des Bevölkerungsaustausches von 1923 unter der Oberhoheit Italiens und nicht Griechenlands befanden, fielen die dortigen Türken ebenfalls nicht unter die Zwangsumsiedlungsvereinbarung zwischen der Türkei und Griechenland.

### Nordmazedonien
In Nordmazedonien lebt bis heute eine nennenswerte türkische Minderheit. Nach der 2002 in Nordmazedonien durchgeführten Volkszählung bezeichneten sich 77.959 Einwohner als Türken, das sind 3,9 % der Gesamtbevölkerung. In Städten wie Tetovo, Bitola, Veles, Debar, Skopje, Kičevo, Struga, Štip, Ohrid und insbesondere in Gostivar gibt es größere türkische Gemeinden neben albanischen und mazedonischen Gemeinden.
In Nordmazedonien gibt es drei Parteien der türkischstämmigen Nordmazedonier. Mit drei Abgeordneten ist derzeit nur eine davon im nordmazedonischen Parlament vertreten – die Türkisch-demokratische Partei (türkisch: Türk demokrat partisi). Der Parteivorsitzende der Türkisch-demokratischen Partei ist Beycan Ilyas. Daneben gibt es mehrere türkischsprachige Schulen.

### Kosovo

Bevölkerungsanteil der Türken im Kosovo (Stand: 2005)

Mit der Eroberung des Balkan kamen türkische Siedler auch in den Kosovo. Sie ließen sich in der Regel in Städten nieder und bildeten die Mittel- und Oberschicht der Gesellschaft während der osmanischen Herrschaft. Nach der Eroberung des Kosovo durch Serbien und in der Ära des jugoslawischen Königreiches zwischen den Weltkriegen flohen viele von ihnen ins Mutterland oder wurden umgesiedelt.
Derzeit leben nach der Volkszählung von 2011 18.738 ethnische Türken im Kosovo, Schätzungen gehen jedoch von einer höheren Zahl aus. Zentrum der türkischen Gemeinde sind die Städte Mamuša und Prizren. Die Türken sind mit einer eigenen Partei, der Kosova Demokratik Türk Partisi (Demokratische Türkische Partei des Kosovo), mit drei Sitzen im Parlament des Kosovo vertreten. Neben den Amtssprachen Albanisch und Serbisch ist Türkisch in einigen überwiegend türkisch besiedelten Gemeinden offiziell zugelassen.
In Prizren gibt es den Radiosender Yeni Dönem, er sendet überwiegend in türkischer Sprache, dazu kommt täglich eine Stunde auf Albanisch, Bosnisch und Romani. Die gleichnamige türkische Zeitung Yeni Dönem erscheint einmal wöchentlich. In der Stadt Prizren genießt die türkische Minderheit – nach Angaben der OSZE – ein vergleichsweise hohes Maß an Einfluss und Ansehen, selbst viele Albaner in Prizren sind demzufolge des Türkischen mächtig.

## Bekannte Vertreter der türkischen Minderheit

### Aus Bulgarien
- Halil Mutlu (* 1973), Gewichtheber, mehrmaliger Olympiagoldmedaillengewinner
- Taner Sağır (* 1985), Sportler, jüngster Goldmedaillengewinner im Schwergewichtheben
- Naim Süleymanoğlu (1967–2017), türkischer Gewichtheber, mehrmaliger Olympiagoldmedaillengewinner

### Aus Griechenland
- Sadık Ahmet (1947–1995), Chirurg und Politiker
- Şerif Gören (1944–2024), Regisseur (unter anderen Co-Regisseur des 1982 in Cannes mit der Goldenen Palme ausgezeichneten Yol – Der Weg)
- Hamdi Şensoy (1925–2018) aus Xanthi, Architekt

### Aus Rumänien
- Kemal Haşim Karpat (1925–2019), Historiker